# Diane Drufenbrock
Diane Joyce Drufenbrock (ur. 7 października 1929 w Evansville, zm. 4 listopada 2013 w Milwaukee) – amerykańska zakonnica katolicka należąca do Zgromadzenia Sióstr Szkolnych św. Franciszka (School Sisters of St. Francis), nauczycielka akademicka, doktor matematyki, a także działaczka chrześcijańsko-socjalistyczna i kandydatka na urząd wiceprezydenta Stanów Zjednoczonych z ramienia Socjalistycznej Partii USA w wyborach prezydenckich w 1980.

## Życiorys
W 1948, po ukończeniu szkoły średniej Reitz Memorial High School, wstąpiła do zakonu sióstr franciszkanek w Milwaukee, gdzie spędziła większość życia zakonnego. W 1953 uzyskała tytuł licencjata z matematyki w Alverno College, a następnie kontynuowała naukę na Marquette University. W 1962 obroniła doktorat z matematyki na Uniwersytecie Illinois w Urbanie i Champaign.
W latach 1961-1974 wykładała matematykę w Alverno College, a w latach 1981-1999 pracowała jako wykładowczyni w Saint Mary-of-the-Woods College w swoim rodzinnym stanie Indiana.
W 1976 zainteresowanie sprawami społecznymi skłoniło ją do wstąpienia do Socjalistycznej Partii USA. W 1980 była kandydatką tej partii na urząd wiceprezydenta Stanów Zjednoczonych, co czyniło ją jedną z niewielu zakonnic aktywnie uczestniczących w polityce krajowej.
Zmarła 4 listopada 2013 w wieku 84 lat. Uroczystości pogrzebowe odbyły się w kaplicy klasztornej St. Joseph Convent Chapel w Milwaukee, a pochowana została na cmentarzu Mount Olivet.